# 嫁ぐ日まで (1940年の映画)
『嫁ぐ日まで』（とつぐひまで）は、1940年に公開された島津保次郎監督の日本映画。
戦後、テレビドラマでリメイクされた。

## スタッフ
以下のスタッフ名は特に記載がない限りKINENOTEに従った。
- 監督 - 島津保次郎
- 脚本 - 島津保次郎
- 原作 - 島津保次郎
- 製作 - 島津保次郎
- 撮影 - 安本淳
- 音楽 - 谷口又士
- 編集 - 今泉善珠[3]

## キャスト
- 原節子 - 好子 [4]
- 矢口陽子 - 浅子 [4]
- 沢村貞子 - 牧常子 [4]
- 御橋公 - 生方光三 [2]
- 杉村春子 - 丸川先生 [2]
- 清川玉枝- 片桐房子 [4]
- 汐見洋 - 奥村喜造 [4]
- 英百合子 - 秋子 [2]
- 大川平八郎 - 戸田淳 [4]
- 永岡志津子 - 押山さん [2]
- 御舟京子 - 級友A [2]
- 三邦映子 - 級友B [2]
- 河田京子 - 亡き母 [2]
- 大日方伝 - 樫村富士雄 [4]

## テレビドラマ
- 1959年5月12日 20:00 - 21:45、NETで放送。出演は下元勉、高田敏江、三田佳子、高橋とよ、文野朋子、清水一郎。 [5]
- 1962年9月13日 20:00 - 21:00、フジテレビで放送。出演は河野秋武、三ツ矢歌子、山下絢二。 [6]
- 1964年1月19日 22:00 - 23:00、NET『シオノギ日本映画名作ドラマ』で放送。出演は佐野周二、桜町弘子、島かおり、高峰三枝子、賀原夏子、下条正巳、高津住男。 [7]